# بایگوزینو
بایگوزینو (انگلیسی: Bayguzino) یک شهرک در شهرستان ایشیمبایسکی استان باشقیرستان کشور روسیه است.